# Grynkiszki
Grynkiszki (lit. Grinkiškis) – miasteczko na Litwie, w okręgu szawelskim, w rejonie radziwiliskim, siedziba starostwa Grynkiszki; kościół, szkoła, urząd pocztowy.
W miejscowości tej urodził się w 1827 r. Polikarp Girsztowt – polski lekarz chirurg i wydawca. 